# Turaco-das-ruwenzori
O turaco-das-ruwenzori (Gallirex johnstoni) é uma espécie de ave da família Musophagidae. Anteriormente estava classificado no género Ruwenzorornis.
Pode ser encontrada nos seguintes países: Burundi, República Democrática do Congo, Ruanda e Uganda.